# Vergleich von Programmiersprachen
Diese Seite vergleicht Programmiersprachen.

## Objektorientierte Programmiersprachen
Die folgende Tabelle zeigt eine Auswahl von objektorientierten Programmiersprachen.
| Name                 | Entwickler                                                                       | Beeinflusst von | Beeinflusste | Betriebssysteme                                                         | Erscheinungsjahr | Lizenzen                                                                              |
| -------------------- | -------------------------------------------------------------------------------- | --- | --- | ----------------------------------------------------------------------- | ---------------- | ------------------------------------------------------------------------------------- |
| ActionScript         | Adobe Inc.                                                                       | JavaScript, Java | Haxe | Plattformunabhängig                                                     | 1998             | Proprietär                                                                            |
| Alice                | Carnegie Mellon University                                                       | | | Windows, macOS, Linux                                                   | 1998             | BSD-Lizenz                                                                            |
| Blitz Basic          | Blitz Research                                                                   | | | Windows                                                                 |                  | zlib-Lizenz                                                                           |
| Boo                  | Rodrigo Barreto de Oliveira                                                      | C#, Python | Genie, Vala | Windows, Linux, macOS                                                   | 2003             | MIT-Lizenz, BSD-Lizenz                                                                |
| C++                  | Bjarne Stroustrup                                                                | C, Simula, Algol 68, CLU, ML, Ada                                                                                    | Ada 95, Chapel, C#, D, Go, Java, Nim, Perl, PHP, Python, Vala, Rust, Seed7                                                                                                 | Plattformunabhängig                                                     | 1983             |                                                                                       |
| CoffeeScript         | Jeremy Ashkenas                                                                  | JavaScript, Ruby, Perl, Python, Haskell, YAML                                                                        | MoonScript, LiveScript | Plattformunabhängig                                                     | 2009             | MIT-Lizenz                                                                            |
| Common Lisp          | ANSI X3J13 committee                                                             | Lisp Machine Lisp, Maclisp, Symbolics ZetaLisp, Scheme, Interlisp                                                    | Dylan, Eulisp, ISLisp, Ruby, SubL | Plattformunabhängig                                                     | 1984             |                                                                                       |
| C#                   | Microsoft                                                                        | C++, C, Java, Delphi, Modula-3, Cω, Eiffel, F#, Haskell, Icon, J#, Visual J++, Object Pascal, Rust, ML, Visual Basic | Java, Vala, Cω, Swift, VB.NET | Common Language Infrastructure                                          | 2001             | MIT-Lizenz, GNU General Public License, GNU Lesser General Public License             |
| Cython               | Robert Bradshaw, Stefan Behnel                                                   | Python, C, C++ | | Linux, Unix-ähnliches System                                            | 2007             | Apache-Lizenz                                                                         |
| D                    | Walter Bright, Andrei Alexandrescu                                               | C, C++, Eiffel, Java, C#, Python, Ruby                                                                               | DScript, Genie, MiniD, Qore, Swift, Vala | Plattformunabhängig                                                     | 2007             | Boost Software License                                                                |
| Dylan                | Apple, Carnegie Mellon University                                                | CLOS, LISP, EuLisp, ALGOL, Scheme                                                                                    | Goo, Lasso, Python, Ruby | Plattformunabhängig                                                     | 1992             |                                                                                       |
| Eiffel               | Bertrand Meyer, Eiffel Software                                                  | Ada, ALGOL, Simula                                                                                                   | Ruby | Plattformunabhängig                                                     | 1985             | GNU General Public License                                                            |
| Gambas               | Benoit Minisini                                                                  | | | Linux/Unix/Haiku                                                        | 1999             | GNU General Public License                                                            |
| Haxe                 | Motion Twin                                                                      | | | Windows, Linux, macOS                                                   | 2005             | GNU General Public License                                                            |
| Inform               | Graham Nelson                                                                    | | | Windows, macOS, Linux                                                   | 1993             | Freeware, Artistic License                                                            |
| Io                   | Steve Dekorte                                                                    | Smalltalk, NewtonScript, Self, Lua, Lisp, Python, Act1                                                               | Ioke, Potion | Plattformunabhängig                                                     | 2002             |                                                                                       |
| J-Sharp              | Microsoft                                                                        | Java | | Common Language Infrastructure                                          | 2002             |                                                                                       |
| Java                 | Sun Microsystems, Oracle                                                         | C++, C, Ada, Smalltalk, Objective-C, Object Pascal, Oberon, Eiffel, Modula-3, Mesa, Simula, C#, UCSD Pascal          | Groovy, Clojure, C#, Scala, Vala, ActionScript, Seed7, Kotlin, JavaScript                                                                                                  | Plattformunabhängig                                                     | 1995             | GNU General Public License                                                            |
| JavaScript           | Brendan Eich                                                                     | Self, C, Scheme, Perl, Python, Java, Lua                                                                             | ActionScript, Haxe, CoffeeScript, Dart, TypeScript | Plattformunabhängig                                                     | 1995             | BSD-Lizenz                                                                            |
| Julia                | Jeff Bezanson, Stefan Karpinski, Viral B. Shah                                   | MATLAB, Scheme, Lisp, ML, Cecil, Dylan, PyPy, Perl, R, Ruby, Lua, Fortran                                            | | Linux, macOS, FreeBSD, Windows                                          | 2012             | MIT-Lizenz, GNU General Public License, GNU Lesser General Public License, BSD-Lizenz |
| Kotlin               | JetBrains                                                                        | Java, Scala, C#, Groovy, Gosu, JavaScript                                                                            | | Plattformunabhängig                                                     | 2011             | Apache-Lizenz                                                                         |
| Modula-3             | Digital Equipment Corporation, Olivetti, elego Software Solutions GmbH           | | | FreeBSD, Linux, Darwin, Solaris                                         | 1988             |                                                                                       |
| Oberon               | Niklaus Wirth, Jürg Gutknecht                                                    | Pascal, Modula-2 | Component Pascal, Active Oberon | Windows, Linux, Solaris, Mac OS, TOS, AmigaOS                           | 1987             |                                                                                       |
| Object Pascal        | Apple, Niklaus Wirth, Anders Hejlsberg                                           | Turbo Pascal, Simula, Smalltalk                                                                                      | .Net-Framework, C#, Genie, Java, Nim, C/AL | Plattformunabhängig                                                     | 1986             |                                                                                       |
| Objective CAML       | Institut national de recherche en informatique et en automatique                 | Caml Light, Cool Standard ML                                                                                         | ATS, Elm, F#, F*, Haxe, Opa, Rust, Scala | Plattformunabhängig                                                     | 1996             | Q Public License, GNU Lesser General Public License                                   |
| Objective-C          | Brad Cox, Tom Love                                                               | Smalltalk, C | Swift | OPENSTEP, macOS, iOS, GNUstep                                           | 1984             |                                                                                       |
| ooRexx               | Simon C. Nash                                                                    | REXX, Smalltalk | NetRexx | Plattformunabhängig                                                     | 1988             | GNU General Public License                                                            |
| Phalanger            | Karls-Universität                                                                | | | Common Language Runtime                                                 | 2013             | Apache-Lizenz                                                                         |
| Pharo                | Pharo Community                                                                  | | | Windows, Linux, macOS                                                   | 2008             | MIT-Lizenz, Apache-Lizenz                                                             |
| PHP                  | Rasmus Lerdorf, Andi Gutmans, PHP Group, Zend Technologies, Zeev Suraski         | C++, Perl, C, Java, Tcl, Hypertext Markup Language, JavaScript                                                       | | Unix-ähnliches System, Windows                                          | 1995             | PHP-Lizenz                                                                            |
| Processing           | Ben Fry, Casey Reas                                                              | | | Plattformunabhängig                                                     | 2001             | GNU General Public License, GNU Lesser General Public License                         |
| Python               | Python Software Foundation, Guido van Rossum                                     | Algol 68, ABC, Modula-3, C, C++, Perl, Java, Lisp, Haskell, APL, CLU, Dylan, Icon, Standard ML                       | Ruby, Boo, Groovy, Cython, JavaScript, Swift | Plattformunabhängig                                                     | 1991             | Python Software Foundation License                                                    |
| Ruby                 | Yukihiro Matsumoto                                                               | Smalltalk, Perl, Python, Lisp, CLU, Eiffel, Ada, Dylan, JavaScript                                                   | Crystal, D, Elixir, Groovy, Rust, Swift | Plattformunabhängig                                                     | 1995             | BSD-Lizenz                                                                            |
| Sather               | GNU-Projekt                                                                      | Eiffel, CLU | Rust | Plattformunabhängig                                                     | 1990             |                                                                                       |
| Scala                | École polytechnique fédérale de Lausanne                                         | Java, Pizza, ML, Haskell, Smalltalk, Erlang                                                                          | Kotlin | Plattformunabhängig                                                     | 2003             | BSD-Lizenz                                                                            |
| Scratch              | Mitchel Resnick, MIT-Scratch-Team                                                | Logo, Smalltalk, Squeak, Etoys, HyperCard, AgentSheets, StarLogo, Tweak, Snap!                                       | Catrobat, Snap!, App Inventor | Windows, macOS, Linux                                                   | 2007             | BSD-Lizenz                                                                            |
| Seed7                | Thomas Mertes                                                                    | Pascal, Modula-2, Ada, Algol 68, C, C++, Java                                                                        | | Plattformunabhängig                                                     | 2005             | GNU General Public License, GNU Lesser General Public License                         |
| Simula               | Kristen Nygaard                                                                  | | | Unix-ähnliches System, Windows, z/OS, TOPS-10, Multiple Virtual Storage | 1962             |                                                                                       |
| Smalltalk            | Alan Kay, Dan Ingalls, Adele Goldberg, Ted Kaehler, Scott Wallace, Peter Deutsch | Lisp, Simula | Objective-C, Java, Ruby, Self, PHP, Logtalk, Dylan, AppleScript, NewtonScript, Python, Groovy, Scala, Raku, Common Lisp Object System, Falcon, Io, Ioke, Fancy, Strongtalk | Windows, Linux, macOS                                                   | 1972             |                                                                                       |
| Snap!                | Brian Harvey, Jens Mönig                                                         | Scratch, Lisp, Scheme                                                                                                | Scratch | Windows, macOS, Linux                                                   | 2011             | Open Source                                                                           |
| Squirrel             | Alberto Demichelis                                                               | C++, Lua, Python, JavaScript                                                                                         | MiniD | Plattformunabhängig                                                     | 2003             | MIT-Lizenz                                                                            |
| Swift                | Chris Lattner                                                                    | Objective-C, Rust, Haskell, Ruby, Python, C#, CLU, D                                                                 | | macOS, iOS, tvOS, watchOS, Linux, Windows                               | 2014             | Apache-Lizenz                                                                         |
| Tcl                  | John Ousterhout                                                                  | Lisp, Unix-Shell, C                                                                                                  | | Windows, Linux, macOS, Mac OS Classic, Solaris                          | 1988             | BSD-Lizenz                                                                            |
| TypeScript           | Anders Hejlsberg, Microsoft                                                      | JavaScript, Java, C#                                                                                                 | | Common Language Infrastructure                                          | 2012             | Apache-Lizenz                                                                         |
| Vala                 | Rico Tzschichholz, Jürg Billeter, Raffaele Sandrini                              | Boo, C, C++, C#, D, Java                                                                                             | | Plattformunabhängig                                                     | 2006             | GNU Lesser General Public License                                                     |
| Visual Basic .NET    | Microsoft                                                                        | Visual Basic Classic, Java, C#                                                                                       | | Common Language Infrastructure                                          | 2002             | Apache-Lizenz                                                                         |
| Visual Basic Classic | Microsoft                                                                        | QuickBASIC | Gambas | Windows, MS-DOS                                                         | 1991             | Proprietär                                                                            |
| Xojo                 | Xojo, Inc                                                                        | | | Windows, macOS, Linux                                                   | 1996             | Proprietär                                                                            |
| Zig                  | Andrew Kelley                                                                    | C, C++, Rust, Go, JavaScript/TypeScript                                                                              | | Plattformunabhängig                                                     | 2016             | MIT-Lizenz                                                                            |

## Imperative Programmiersprachen
Die folgende Tabelle zeigt eine Auswahl von imperativen Programmiersprachen.
| Name     | Entwickler | Beeinflusst von                                                                                       | Beeinflusste                                                                            | Betriebssysteme                              | Erscheinungsjahr | Lizenzen                                     |
| -------- | --- | --- | --------------------------------------------------------------------------------------- | -------------------------------------------- | ---------------- | -------------------------------------------- |
| Algol 60 | Backus, Bauer, Green, Katz, McCarthy, Naur, Perlis, Rutishauser, Samelson, van Wijngaarden, Vauquois, Wegstein, Woodger | Algol 58                                                                                              | Simula, CPL, Pascal, Ada, C                                                             |                                              | 1960             |                                              |
| Algol 68 | Adriaan van Wijngaarden, Barry J. Mailloux, John E. L. Peck, Cornelis H. A. Koster                                      | Algol 60, Algol Y                                                                                     | C, C++, Bourne-Shell, Kornshell, Bash, Steelman, Ada, Python, Seed7, Mary, S3           |                                              | 1968             |                                              |
| BASIC    | John G. Kemeny, Thomas E. Kurtz                                                                                         | Algol 60, Fortran, JOSS                                                                               | COMAL, Visual Basic Classic, Visual Basic .NET, GRASS                                   |                                              | 1964             |                                              |
| C        | Dennis Ritchie, Bell Laboratories                                                                                       | B, Basic Combined Programming Language, Algol 68                                                      | awk, C++, C−−, C#, Objective-C, D, Go, Java, JavaScript, PHP, Perl, Python, Vala, Seed7 | Windows, Unix-ähnliches System               | 1972             |                                              |
| COBOL    | Grace Hopper, William Selden, Gertrude Tierney, Howard Bromberg, Howard Discount, Vernon Reeves, Jean E. Sammet         | FLOW-MATIC, COMTRAN, FACT                                                                             | PL/I, PL/SQL, ABAP                                                                      | z/OS, Windows, Linux, macOS, BS2000, OS/400  | 1959             |                                              |
| Lua      | Roberto Ierusalimschy, Waldemar Celes, Luiz Henrique de Figueiredo                                                      | C++, CLU, Modula, Scheme, SNOBOL                                                                      | Falcon, GameMonkey, Io, JavaScript, Julia, MiniD, MoonScript, Red, Ruby, Squirrel       | Plattformunabhängig                          | 1993             | MIT-Lizenz                                   |
| Matlab   | The MathWorks | |                                                                                         | Linux, Unix, Windows, macOS, Solaris         | 1984             | Proprietär                                   |
| Mesa     | Computer Systems Laboratory                                                                                             | ALGOL                                                                                                 | Java, Modula-2, Cedar, PostScript                                                       |                                              | 1976             |                                              |
| Modula-2 | Niklaus Wirth | Pascal                                                                                                | Lua, Oberon, Seed7, Modula-2+, Modula-3                                                 | Plattformunabhängig                          | 1978             |                                              |
| Pascal   | Niklaus Wirth | ALGOL                                                                                                 | Modula-2, Ada, Oberon, Object Pascal, WEB, Seed7                                        |                                              | 1971             |                                              |
| Perl     | Larry Wall | awk, BASIC, C, C++, Lisp, Pascal, Python, Raku, sed, Smalltalk, Unix-Shell                            | PHP, Ruby, Python, JavaScript, Windows PowerShell                                       | Plattformunabhängig                          | 1987             | GNU General Public License, Artistic License |
| Rust     | Mozilla, Graydon Hoare, Rust Foundation                                                                                 | Alef, C++, C#, Cyclone, Erlang, Haskell, Limbo, Newsqueak, Objective CAML, Scheme, Standard ML, Swift |                                                                                         | Linux, macOS, Windows, FreeBSD, Android, iOS | 2010             | Apache-Lizenz, MIT-Lizenz                    |

## Skriptsprachen
Die folgende Tabelle zeigt eine Auswahl von Skriptsprachen.
| Name                          | Entwickler                                                               | Beeinflusst von                                                                                | Beeinflusste                                                                      | Betriebssysteme                                          | Erscheinungsjahr | Lizenzen                                                             |
| ----------------------------- | ------------------------------------------------------------------------ | ---------------------------------------------------------------------------------------------- | --------------------------------------------------------------------------------- | -------------------------------------------------------- | ---------------- | -------------------------------------------------------------------- |
| ActionScript                  | Adobe Inc.                                                               | JavaScript, Java                                                                               | Haxe                                                                              | Plattformunabhängig                                      | 1998             | Proprietär                                                           |
| AngelScript                   | Andreas Jönsson                                                          | C, C++                                                                                         |                                                                                   | Plattformunabhängig                                      | 2003             | zlib-Lizenz                                                          |
| AppleScript                   | Apple                                                                    | HyperTalk, natürliche Sprache, Natural-language programming                                    |                                                                                   | Mac OS, macOS                                            | 1993             | Proprietär                                                           |
| AutoHotkey                    | Chris Mallett, Steve Gray                                                | C++                                                                                            |                                                                                   | Windows                                                  | 2003             | GNU General Public License                                           |
| AutoIt                        | Jonathan Bennett                                                         |                                                                                                |                                                                                   | Windows                                                  | 1999             | Freeware                                                             |
| AutoLISP                      | Autodesk, Basis Software                                                 |                                                                                                |                                                                                   | Linux                                                    | 1986             |                                                                      |
| Bash                          | Chet Ramey                                                               |                                                                                                |                                                                                   | Unix-ähnliches System, macOS, Windows                    | 1989             | GNU General Public License                                           |
| bc                            | Robert H. Morris, Lorinda Cherry, Philip A. Nelson                       |                                                                                                |                                                                                   | Plattformunabhängig                                      | 1975             |                                                                      |
| BeanShell                     | Pat Niemeyer                                                             |                                                                                                |                                                                                   | Plattformunabhängig                                      | 1999             | Apache-Lizenz, Sun Public License, GNU Lesser General Public License |
| CL                            | IBM                                                                      |                                                                                                |                                                                                   | Control Program Facility, IBM i                          | 1978             |                                                                      |
| CoffeeScript                  | Jeremy Ashkenas                                                          | JavaScript, Ruby, Perl, Python, Haskell, YAML                                                  | MoonScript, LiveScript                                                            | Plattformunabhängig                                      | 2009             | MIT-Lizenz                                                           |
| Curl                          | Curl, Inc., Sumisho Computer Systems Corporation, SCSK Corporation       |                                                                                                |                                                                                   | Linux, macOS, Windows                                    | 1998             |                                                                      |
| Cython                        | Robert Bradshaw, Stefan Behnel                                           | Python, C, C++                                                                                 |                                                                                   | Linux, Unix-ähnliches System                             | 2007             | Apache-Lizenz                                                        |
| Emacs Lisp                    | GNU-Projekt                                                              |                                                                                                |                                                                                   | Plattformunabhängig                                      | 1985             | GNU General Public License                                           |
| Euphoria                      | openEuphoria Group                                                       |                                                                                                |                                                                                   | Plattformunabhängig                                      |                  | BSD-Lizenz                                                           |
| Gambas                        | Benoit Minisini                                                          |                                                                                                |                                                                                   | Linux/Unix/Haiku                                         | 1999             | GNU General Public License                                           |
| Groovy                        | The Groovy Project, Apache Software Foundation                           | Python, Ruby, Java                                                                             |                                                                                   | Plattformunabhängig                                      | 2003             | Apache-Lizenz                                                        |
| Io                            | Steve Dekorte, Jonathan Wright, Jeremy Tregunna                          | Smalltalk, NewtonScript, Self, Lua, Lisp, Python, Act1                                         | Ioke, Potion                                                                      |                                                          | 2002             |                                                                      |
| JavaScript                    | Brendan Eich                                                             | Self, C, Scheme, Perl, Python, Java, Lua                                                       | ActionScript, Haxe, CoffeeScript, Dart, TypeScript                                | Plattformunabhängig                                      | 1995             | BSD-Lizenz                                                           |
| JScript                       | Microsoft                                                                |                                                                                                |                                                                                   | Windows                                                  | 1996             |                                                                      |
| KiXtart                       | Ruud van Velsen                                                          |                                                                                                |                                                                                   | Windows                                                  | 1991             | Careware                                                             |
| Kornshell                     | David Korn                                                               |                                                                                                |                                                                                   | Unix-ähnliches System, Linux, macOS, Windows             | 1983             | Eclipse Public License, GNU Lesser General Public License            |
| Lua                           | Roberto Ierusalimschy, Waldemar Celes, Luiz Henrique de Figueiredo       | C++, CLU, Modula, Scheme, SNOBOL                                                               | Falcon, GameMonkey, Io, JavaScript, Julia, MiniD, MoonScript, Red, Ruby, Squirrel | Plattformunabhängig                                      | 1993             | MIT-Lizenz                                                           |
| Matlab                        | The MathWorks                                                            |                                                                                                |                                                                                   | Linux, Unix, Windows, macOS, Solaris                     | 1984             | Proprietär                                                           |
| NewLISP                       | Lutz Mueller                                                             |                                                                                                |                                                                                   | Plattformunabhängig                                      | 1991             | GNU General Public License                                           |
| Pascal Script                 | Carlo Kok, Innerfuse, RemObjects, Lazarus- und Free Pascal-Teams         | Object Pascal, Pascal, HyperTalk, AppleScript, JavaScript, Perl, ALGOL                         |                                                                                   |                                                          | 2000             |                                                                      |
| Perl                          | Larry Wall                                                               | awk, BASIC, C, C++, Lisp, Pascal, Python, Raku, sed, Smalltalk, Unix-Shell                     | PHP, Ruby, Python, JavaScript, Windows PowerShell                                 | Plattformunabhängig                                      | 1987             | GNU General Public License, Artistic License                         |
| PHP                           | Rasmus Lerdorf, Andi Gutmans, PHP Group, Zend Technologies, Zeev Suraski | C++, Perl, C, Java, Tcl, Hypertext Markup Language, JavaScript                                 |                                                                                   | Unix-ähnliches System, Windows                           | 1995             | PHP-Lizenz                                                           |
| PowerShell                    | Microsoft                                                                |                                                                                                |                                                                                   | Windows, Linux, macOS                                    | 2006             | Proprietär, MIT-Lizenz                                               |
| Python                        | Python Software Foundation, Guido van Rossum                             | Algol 68, ABC, Modula-3, C, C++, Perl, Java, Lisp, Haskell, APL, CLU, Dylan, Icon, Standard ML | Ruby, Boo, Groovy, Cython, JavaScript, Swift                                      | Plattformunabhängig                                      | 1991             | Python Software Foundation License                                   |
| Raku                          | Larry Wall, Audrey Tang                                                  | Perl, Ruby, Smalltalk, Haskell, JavaScript, C#                                                 |                                                                                   | Plattformunabhängig                                      | 2015             | Artistic License                                                     |
| REBOL                         | REBOL Technologies                                                       | Self, Forth, Lisp, Logo                                                                        | JavaScript Object Notation                                                        | Plattformunabhängig                                      | 1997             | Apache-Lizenz                                                        |
| REXX                          | Michael F. Cowlishaw                                                     | EXEC 2, PL/I                                                                                   |                                                                                   | z/OS, Windows, Linux, AIX, OS/2, PC DOS, OS/400, AmigaOS | 1979             |                                                                      |
| Ruby                          | Yukihiro Matsumoto                                                       | Smalltalk, Perl, Python, Lisp, CLU, Eiffel, Ada, Dylan, JavaScript                             | Crystal, D, Elixir, Groovy, Rust, Swift                                           | Plattformunabhängig                                      | 1995             | BSD-Lizenz                                                           |
| Tcl                           | John Ousterhout                                                          | Lisp, Unix-Shell, C                                                                            |                                                                                   | Windows, Linux, macOS, Mac OS Classic, Solaris           | 1988             | BSD-Lizenz                                                           |
| TypeScript                    | Anders Hejlsberg, Microsoft                                              | JavaScript, Java, C#                                                                           |                                                                                   | Common Language Infrastructure                           | 2012             | Apache-Lizenz                                                        |
| Visual Basic for Applications | Microsoft                                                                |                                                                                                |                                                                                   | Windows, macOS                                           | 1993             | Proprietär                                                           |
| Visual Basic Script           | Microsoft                                                                | Visual Basic Classic                                                                           | PowerShell                                                                        |                                                          | 1996             |                                                                      |